# Gorgone maculigera
Gorgone maculigera är en fjärilsart som beskrevs av Butler 1879. Gorgone maculigera ingår i släktet Gorgone och familjen nattflyn. Inga underarter finns listade i Catalogue of Life.